# Seneb Kaj

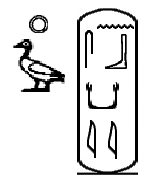
Kartusz z imieniem faraona Seneb Kaja

Weseribre Seneb Kaj – faraon epoki tzw. Drugiego Okresu Przejściowego. Prawdopodobnie należał do  lokalnej dynastii z Abydos. Wiek szczątków władcy oceniono na ponad 3600 lat, okres jego rządów na ok. 1650 r. p.n.e.

## Odkrycie
Grobowiec faraona odnalazł w 2014 r. zespół amerykańskich archeologów Josepha Wegnera z Uniwersytetu Pensylwanii, który współpracuje z egipskim ministerstwem ds. starożytności. W pobliżu odkryto niedawno grobowiec faraona XIII dynastii Sobekhotep I. Komora grobowa - wyłożona wapieniem - znajduje się w południowym Abydos i jest częścią kompleksu czterech komór składających się na grobowiec Seneb Kaja. Została jednak poważnie uszkodzona, m.in. pozbawiono ją sufitu. Ciało faraona zostało zbezczeszczone, a komorę grobową okradziono z wszystkich dóbr w czasach starożytnych. Uszkodzony był również drewniany sarkofag. W dobrym stanie zachowały się jednak hieroglify oraz zdobienia, przedstawiające m.in.: Izydę, Nut, Neftydę oraz Selkit.

## Znaczenie
Odkrycie wywołało sporą sensację w sferach naukowych, gdyż dotąd faraon o tym imieniu nie był nigdzie odnotowany. Badacze mają nadzieję, że grobowiec i szczątki faraona pozwolą udowodnić hipotezę o istnieniu zapomnianej, lokalnej dynastii władającej środkowym Egiptem (ok. 1650-1600 p.n.e.). Być może faraon pod imieniem Woseribre został wymieniony w tzw. Kanonie Turyńskim, w którym zachowały się fragmenty imion dwóch faraonów: Woser...re.
Dobrze zachowane hieroglify pozwoliły ustalić, że Seneb Kaj rządził cztery i pół roku. Oceniono, że jest to najdłuższy czas panowania w tym okresie. W chwili śmierci faraon miał ok. 35-40 lat. Z uwagi na odkrycie osiemnastu uszkodzeń kości sugerujących cięcia i uderzenia, Seneb Kaj prawdopodobnie poległ w bitwie. Uprzednio ranny, miał zostać dobity ciosem w głowę toporem bojowym lub siekierą.